# Hamasien
Hamasien ist der historische Name einer Provinz, die Asmara und das Umland einschloss, welches heute ein Teil Eritreas ist. 
Die entsprechende Region ist heute aufgeteilt zwischen den Regionen Maekel, Debub, Semienawi Kayih Bahri, Gash-Barka und Anseba.
Die Bevölkerung Hamasiens sind in der Hauptsache Altorientalische Christen und Christen der orthodoxen Tewahedo-Kirche. Außerdem gibt es eine Minderheit der sunnitischen Muslime sowie katholischer und lutherischer Gemeinschaften. 

## Geschichte
Diese frühere Region war das politische und wirtschaftliche Zentrum Eritreas. Ausgrabungen zeigen, dass dies seit 800 v. Chr. so war. 
Während der frühen mittelalterlichen Jahrhunderte wurde die Region von den Bahr Negus aus Debarwa beherrscht. Nach Berichten von Francisco Álvares aus dem sechzehnten Jahrhundert reichte der Herrschaftsbereich bis nach Suakin im heutigen Sudan. 
Die Region wurde nach und nach von den Türken erobert und innerhalb des Osmanischen Reiches der Verwaltungsprovinz Mekka und Medina (die Provinz wurde auch Hebeşe genannt) angegliedert, welches auch das andere Ufer des Roten Meeres mit einschloss. Die ehemalige Region Hamasien wurde schlicht Habeschistan (Land am Roten Meer) bezeichnet.
Nach der Erlangung der Unabhängigkeit des Staates Eritrea im Jahr 1993 wurden neue Verwaltungseinheiten geschaffen. Die Hauptstadt Asmara und das Umland wurden dabei zur Region Hamasien – in Anlehnung an die historische Region.
Koordinaten: 15° 20′ 3,8″ N, 38° 56′ 7″ O